# Ruberythrinsäure
Ruberythrinsäure ist ein natürlich vorkommendes Glycosid der β-Primverose mit dem Aglycon Alizarin. Es ist eng verwandt mit der Morindin und zeitweise wurde angenommen, dass beide Verbindungen identisch sind.

## Vorkommen

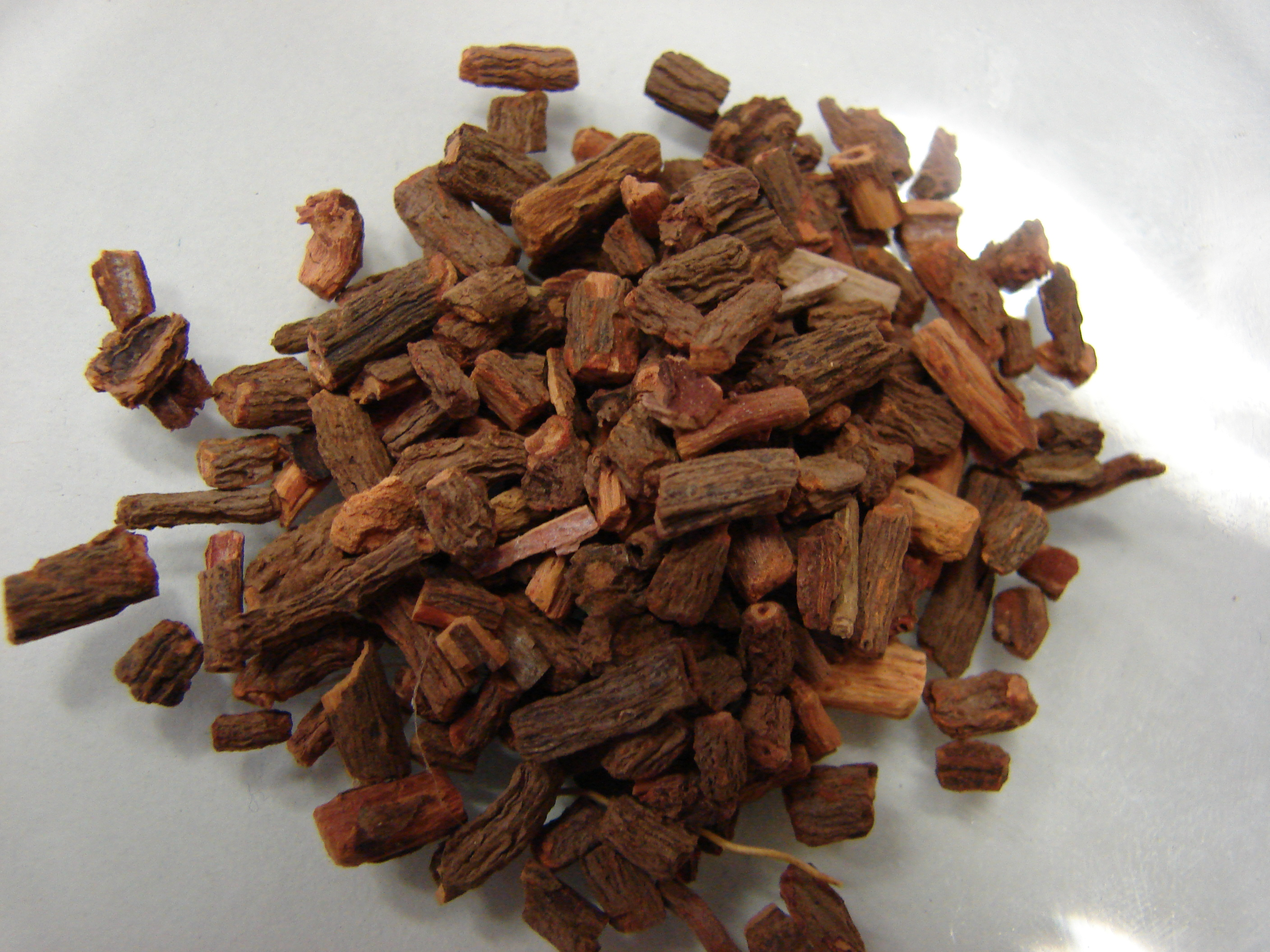
Wurzeln des Färberkrapps, die traditionell zum Färben verwendet werden, enthalten den Farbstoff Ruberythrinsäure

Ruberythrinsäure kommt in den Wurzeln des Färberkrapps, sowie in Rubia cordifolia vor.

## Eigenschaften
Eine Kristallstruktur wurde der Verbindung bestimmt. Daraus ist ersichtlich, dass die wichtigsten intermolekularen Interaktionen Wasserstoffbrücken zwischen den Zuckerresten sind. π-π-Wechselwirkungen zwischen den Anthrachinoneinheiten spielen aber auch eine Rolle.
Ruberythrinsäure wird leicht hydrolysiert, durch Säuren, Basen, Glucosidasen, aber auch reines Wasser.

## Verwendung
Ruberythrinsäure ist mit verantwortlich für die Färbewirkung des Färberkrapps, der seit mehreren tausend Jahren als roter Farbstoff verwendet wird. Zum Färben wird ein Beizmittel benötigt, dafür eignen sich Aluminiumverbindungen, aber auch Eisen(II)-sulfat oder Zinn(II)-chlorid.